# Gression
Gression ist eine sagenhafte Stadt im Großraum Aachen-Köln, die aus ungeklärten Umständen ein jähes Ende gefunden haben soll. Als Gründe werden feindliche Zerstörung, Versinken oder Sintflut genannt. Ein ausgeprägter Sagenkomplex spannt sich um Gression. Bekannt sind auch die Schreibweisen Gressiona, Gressionau oder Grasigrone.

## Lokalisation und Größe
Viele Varianten der Sage geben den Durchmesser der Stadt Gression mit sieben Wegstunden an, andere sprechen von zwei Stunden, wieder andere von sogar hundert Stunden. Das Verbreitungsgebiet der Sage erstreckt sich über den Raum Aachen, Köln, Düren und Jülich. Das Dorf Gressenich bei Stolberg wird oft als das eigentliche Gression bzw. als Zentrum der Stadt angesehen.

## Historisches Panorama
Hinsichtlich eines möglichen historischen Hintergrundes besteht in den verschiedenen Varianten der Sage keine Einigkeit. Aus dem Überlieferungsbestand kristallisieren sich drei Varianten heraus:

### Vorgeschichtliche Zeit
Gression sei „vor der Sintflut“ eine blühende Stadt gewesen, heißt es in einigen Sagenvarianten.

### Spätantike
Häufig werden die Bewohner der Stadt Gression als Römer oder Heiden bezeichnet. Tatsächlich war die Region zu römischer Zeit nachweislich dicht besiedelt. Dies würde erklären, warum Gression im Überlieferungsbestand weniger als geschlossene Stadt, sondern eher als ein Verbund von Weilern und einzelnen Villen erscheint.

### Frühe Neuzeit
Manche Überlieferungen bringen Gression in Zusammenhang mit der Bedrohung durch Türken, Franzosen oder Spanier. Die Sage hätte somit einen frühneuzeitlichen Ursprung.

## Wohlstand und wirtschaftliche Grundlage der Stadt
Die Stadt Gression soll vor allem durch Bergbau großen Reichtum erlangt haben. Es seien Blei-, Eisen- und Kupfererze abgebaut worden. Nachgewiesen ist eine einfache hüttentechnische Nutzung der Erzlagerstätten im Stolberger Raum (u. a. Gressenich) in römischer Zeit. Neuzeitliche Forschungen setzen einen Galmeiabbau durch die Römer voraus. Die Galmeilagerstätten im Raum Eschweiler-Stolberg werden als Herstellungsgebiet der sogenannten Hemmoorer Eimer vermutet, deren Fundorte bis nach Nordeuropa reichen, was ein weiteres Indiz für die wirtschaftliche Leistungskraft der Region zu römischer Zeit wäre.
Der Reichtum Gressions soll dann auch ein Grund für den Untergang der Stadt gewesen sein.

## Untergang
Beim Untergang Gressions soll es sich um ein Strafgericht Gottes gehandelt haben, da der Reichtum ihre Bewohner lasterhaft, verschwenderisch, stolz und gottlos werden ließ. Einige Varianten wissen aber nichts von einer „Schuld“ der Bewohner. Der Überlieferungsbestand kennt drei Untergangsszenarien.

### Sint- oder Sündflut
Funde von Brachiopoden in den geologischen Devonformationen in der Region geben fassbare Hinweise auf frühere Überflutungen, wenn auch lange vor Erscheinen des Menschen.

### Versinken
Ein göttliches Strafgericht habe Gression kurzerhand im Erdboden versinken lassen. Auch viele andere Sagenkulturen kennen solche Motive, die fast immer die Verachtung göttlicher oder menschlicher Gebote zur Ursache haben.

### Fremde Kriegshorden
Im Licht der Völkerwanderungszeit könnten kriegerische Auseinandersetzungen mit fränkischen Truppen einen möglichen historischen Bezug darstellen. Auch eine Zerstörung durch hunnische Krieger wurde in Erwägung gezogen. Von einer Schlacht am Omerstrom erzählt eine Variante, in welcher ein türkisches Heer vor Gression erscheint. Der heutige Omerbach nämlich, der auch Gressenich durchfließt, solle einst ein mächtiger Strom gewesen sein. Der Volksmund machte mancherorts auch Spanier, Franzosen oder Tataren zu Angreifern Gressions. Nicht immer enden die Kämpfe gegen die Feinde mit dem Untergang der Stadt.

## Lokale Überlieferungsbestände
Im Verbreitungsgebiet des Sagenkomplexes um Gression gibt es immer wiederkehrende Elemente wie z. B. das unterirdische Glockengeläut: so solle man, wenn man das Ohr lauschend an den Boden halte, am Heiligen Abend an gewissen Stellen das Läuten von Glocken in der Tiefe vernehmen. In manchen Varianten ist dies aber nur besonders frommen Menschen oder Sonntagskindern möglich.
In einigen lokalen Ausprägungen der Sage sind es Bauern, die bei der Feldarbeit auf Überreste der untergegangenen Stadt stoßen oder Zeugen des unterirdischen Treibens der geisterhaften Bewohner Gressions werden.
Marktplätze soll es je nach Sagenvariante in Gressenich, Geich, Birgel und Düren gegeben haben, und manche Kirche, wie die alte Pfarrkirche in Langerwehe auf dem Rymelsberg, soll an der Stelle eines alten Heidentempels errichtet worden sein. Im Nonnenweiher zu Derichsweiler soll ein Kloster, das einst zu Gression gehörte, versunken sein. Beinahe jeder Ort im Verbreitungsgebiet der Sage kennt solche Geschichten, wobei sich zusammenfassend kein homogenes Gesamtbild erkennen lässt. Die angenommene Größe der Stadt erlaubte den Freiraum für lokale Modifikationen.
Ein heute vergessenes Volkslied erzählte vom Kampf gegen die Türken und begann mit den Worten: „Zu Gression am Omerstrom ward eine blutige Schlacht geschlagen ...“
Der Volksschullehrer Heinrich Hoffmann trug den Sagenbestand um die versunkene Stadt Gression erstmals 1914 zusammen.

## Gression in der Dichtung
Peter Bündgens verfasste um 1920 zwei Gedichte um die sagenhafte Stadt Gression. Der Schriftsteller Günter Krieger thematisiert den Untergang der Stadt Gression in seiner Romantrilogie Richarda von Gression.